# Yahyā ibn Ma'īn
Yaḥyā ibn Maʿīn b. ʿAun b. Ziyād b. Bisṭām al-Ġaṭafānī al-Murrī al-Baġdādī, Abū Zakarīyāʾ, arabisch يحيى بن معين بن عون بن زياد بن بسطام (geb. 775; gest. 847) war ein sunnitisch-Islamischer Rechts- und Hadithgelehrter der hanafitischen Rechtsschule in Bagdad und wichtiger Traditionar des ʿIlm ar-ridschāl seiner Zeit.

## Leben
Ibn Maʿīn war der Sohn eines Schreibers persischen Ursprungs aus al-Anbar. Er erbte von ihm eine Million und fünfzigtausend Dirhams, die er in sein Hadithstudium investierte. Mit achtzehn Jahren reiste er für sein Studium in den Hedschas und nach Kufa und Basra zu Waki' ibn al-Dscharrah. 803 reiste er mit seinem Freund Ahmad ibn Hanbal für sein Studium bei ʿAbd al-Razzāq as-Sanʿānī in den Jemen. Danach ging er zusammen mit ʿAbbās ad-Dūrī für sein Studium bei Yazīd ibn Hārūn nach Wasit. Er studierte 828/9 in Ägypten, wonach er sich nach Damaskus und Homs begab. Eine Anekdote spricht davon, wie Ibn Ma'īn von achtzehn Schülern Hammād b. Salamas in den verschiedenen Städten denselben Hadith niederschrieb. Damit bestimmte er die Genauigkeit der Traditionarier. Ibn Ma'īn erklärte, wenn alle Schüler denselben Fehler beim Überliefern des Hadiths machten, dann sei es der Fehler von Hammād, ansonsten wäre der Fehler von einem der Schüler selbst. Während der Mihna drohte ihm der Kalif al-Ma'mūn mit dem Tod, wenn er nicht sage, dass der Koran erschaffen sei. Er verstarb auf seinem Weg zur Haddsch in Medina, wo er zu Ehren auf der Totenbahre des Propheten Mohammed zur Beerdigung getragen wurde. Vor seinem Tod befahl er seinen Schülern, seine Meinungen in Buchform niederzuschreiben, fünf dieser Werke überdauern bis heute. Er hinterließ eine private Bibliothek mit einer Unzahl von Hadithen, die er niederschrieb. Zu seinen Lehrern gehörten unter anderem Sufyān ibn ʿUyayna, ʿAbdallāh ibn al-Mubārak, Yahyā al-Qattān und Mu'tamar ibn Sulaymān. Zu seinen Schülern gehörten Ahmad b. Hanbal, Muhammad ibn Saʿd, al-Buchārī, Muslim ibn al-Haddschādsch, Abū Dāwūd as-Sidschistānī und Abū Yaʾlā al-Mauṣilī.

## Werke
- Ma'rifat al-Ridschāl Über Traditionarier. Zwei Band.
- Kitāb Tārīkh Ibn Ma'īn (Das Buch der Historie von Ibn Ma'īn) Geschichte der Traditionarier Überliefert von al-Dārimī, al-Dūrī, und Ibn Muhriz. Vollständig.
- Su'ālāt Ibn al-Dschunaid (Fragen des Ibn al-Dschunaid) Überliefert von Ibn al-Dschunaid, über Traditionarier und an sie gerichtete Kritik.
- Min Kalām Abī Zakariyyā Yahyā Ibn Ma'īn fī al-Ridschāl Über Traditionarier. Überliefert von Tahmān al-Nāqid.
- Kitāb Hadīth Yahyā Ibn Ma'īn (Hadithe des Yahya ibn Ma'īn) Überliefert von Abū Mansūr al-Schaibānī. Eine kleine Hadithsammlung über ʿAqīda, Fiqh, und Einstufung der Traditionarier.
- Kitāb al-Dschuz' al-Thānī min Hadīth Yahyā Ibn Ma'īn al-Fawāid (Der zweite Teil der Hadithe ibn Ma'īns) Koranexegese mit Traditionen. Überliefert von al-Marwazī.
- Mawsū‘at aqwāl Yaḥyā ibn Ma‘īn fī Rijāl al-ḥadīth wa-‘Ilalihi.
- Kitāb Ishāq ibn Mansūr al-Khawsadsch (Das Buch von Ishāq b. Mansur) Verloren. Es wird mehr als tausend Mal zitiert von Ibn Abī Hātim ar-Rāzī in seiner Koranexegese.
- weitere verlorene Werke.[3]

## Fiqh
Ibn Maʿīn war dem Madhhab des Abū Hanīfa zugehörig, wobei er eine leichte Abneigung gegenüber den Ansichten asch-Schāfiʿīs gehabt haben soll.

## Rezeption
'Alī ibn al-Madīnī sagte, er habe niemanden wie ihn gesehen und dass das Wissen der Menschen sich bei ihm sammelte. Ahmad ibn Hanbal sagte, er sei der wissendste von ihnen über die Traditionarier gewesen und dass ein Hadith, den er nicht kenne, kein Hadith sei. Ibn Abī Hātim ar-Rāzī zitierte seinen Vater, dass jener ihn Imām (Führer) nannte. Abū Sa'īd al-Haddād sagte, alle Menschen seien wie Kinder vor ihm (im Wissen). Ibn al-'Imād nennt ihn Huddschat-al-Islām (Argument des Islām).